# 1-я Московская гимназия
Первая Московская мужская гимназия (губернская) была организована на базе существовавшего с 22 сентября 1786 года Московского Главного народного училища.

## История
В конце 1803 года ученики Главного народного училища после экзаменов были переведены во вновь формируемую гимназию. Было отобрано 45 человек для перевода в I класс, 27 — во II класс. Торжественное открытие Московской губернской гимназии, как она была названа, состоялось 2 января 1804 года. Гимназии было предоставлено помещение упразднённого Московского Главного народного училища — дом, где прежде помещалась Юстиц-коллегия с Судным приказом на Варварке, близ Варварских ворот, у Ипатьевского переулка.
Вскоре, в начале 1806 года, было принято решение о предоставлении гимназии здания на Волхонке, купленного городом у бригадира Ф. А. Лопухина (дом князя Г. С. Волконского). Но в 1810 году дом сгорел, и стоял неотделанным, в 1812 году он опять сгорел; сгорело и здание на Варварке. Директор гимназии П. Дружинин выехал в Нижний Новгород; питомцы же, в числе «32 учеников и пансионеров с учителем надворным советником Назарьевым» были эвакуированы в Коломну, затем в Рязань и назад в Коломну; вернулись они в Москву 16 декабря 1813 года. Учение началось в снятом внаём каменном флигеле, принадлежащем купцу Фридриху Н. Лангу по Среднему Кисловскому переулку, в третьем и четвёртом этажах.
Только к маю 1819 года закончилось восстановление сгоревшего помещения, и гимназия переехала в свой дом у Пречистенских ворот на Волхонке и до конца своего существования в нём и находилась.
Название первой гимназия получила не сразу: до 1830 года она называлась губернской, затем — второй московской, поскольку 28 марта 1830 года при упразднении Московского университетского благородного пансиона была создана 1-я московская гимназия. Эта 1-я гимназия в 1833 году стала называться Дворянским институтом, а Вторая (бывшая губернская) получила наименование «Первая Московская гимназия»; к этому времени попечитель Московского округа граф С. Г. Строганов, обнаружив переполненность гимназии, сделал представление министру просвещения о необходимости открыть в Москве вторую гимназию, что и было исполнено в 1835 году (смотри 2-я Московская гимназия).
В период 1804—1831 годов гимназия руководствовалась Уставом 1804 года, преследуя две цели: первое — подготовка к университету и второе — преподавание «наук начальных, но полных для тех, кои не имея намерения продолжать обучение в университете могли бы приобрести сведения, необходимые для благовоспитанного человека». Число учеников в гимназии в этот период было небольшим. Например, в 1804 году — 79 человек, в 1811 — 90, в 1815 — 120. Наименьшее число учеников было в 1807 и 1808 годах — по 60. К 1831 году число учащихся выросло до 263. До 1819 года обучение было бесплатным.
Для поступления в университет можно было сдать соответствующие факультету экзамены; получив не менее «3» и имея общий средний балл более «3,5», выпускник получал право быть зачисленным в университет. В течение первого периода существования гимназии окончило курс 179 учеников; из них 158 были удостоены звания студента. Для простого аттестата зрелости требовались оценки не ниже «3», но аттестаты получали не все выпускники. Однако, сдав экзамены, выпускник Московской гимназии мог получить право на чин XIV класса и даже имел право преподавать в учебных заведениях.
В июле 1831 года началось преобразование гимназии, согласно новому Уставу 1828 года. По этому Уставу гимназии предназначались для детей дворян и чиновников, в них вводился семилетний курс обучения. В октябре 1831 года вышел указ о покупке для гимназии дома жены бывшего екатерининского фаворита, генерал-майорши Елизаветы Михайловны Ермоловой, о перестройке в нём и переделке; в декабре он был приобретён.
С 1838 года выпускники гимназии не сдавали экзамены в университет по причине отличной подготовки. Выпускные экзамены, впрочем, как и ежегодные переводные экзамены, происходили после летних каникул. Переводные экзамены преодолевались гимназистами с большим трудом, но самые сложные — это выпускные экзамены, поскольку претенденты на звание студента экзаменовались профессорами университета и попечителем учебного округа. За период с 1835 по 1849 год 13 человек не сдали выпускные—вступительные экзамены.
В 1849 году преподавание было разделено на общее и специальное. В общих классах (I, II и III) изучали: Закон Божий, русский язык, математику, историю всеобщую и русскую (в III классе), географию, естествоведение, немецкий и французский языки, чистописание, черчение и рисование. В специальных классах (IV, V, VI, VII) изучали общие предметы и специальные. Общие: Закон Божий, русский язык, математика, физика и математическая география, продолжалось изучение истории всеобщей и русской, географии, естествоведения, немецкого и французского языков. Специальные предметы были следующие: русское законоведение (V, VI, VII классы) для готовящихся на службу; латинский язык (IV, V, VI, VII классы) для готовящихся в университет.
В 1850 годах, во время перестройки собственного здания, гимназия помещалась на Пречистенке в доме № 19. 30 октября 1854 года была освящена собственная гимназическая церковь имени св. Стефана Пермского. Щедрыми жертвователями на устроение церкви стали купец Хлудов, коллежский асессор Миронов, коллежский регистратор Миронов и художник Лонжинотти.
Следующий период в истории гимназии (1865—1871) связан с реформированием по Уставу 1864 года, когда гимназии стали делиться на классические и реальные. Доступ в университеты открывали только классические, которой и стала Первая гимназия.
1 ноября 1872 года в здании гимназии состоялось торжественное открытие Московских высших женских курсов.
После того, как в 1918 году гимназия была закрыта, её здание было передано Военно-хозяйственной академии, которая просуществовала в нём до 1921 года.
В период с 1921 по 1925 год здание бывшей гимназии занимает Лесотехнический институт.
С 1925 по 1930 год в основном здании гимназии размещался Университет трудящихся Китая имени Сунь-Ят-Сена, а в 1920—1925 годах — Московский лесной институт, организованный из лесного факультета Петровской сельскохозяйственной академии.

## Гимназисты
См. также: Выпускники 1-й Московской гимназии
1815
- Николай Васильев

1818
- Михаил Погодин

1819
- Платон Погорельский
- Пётр Эйнбродт

1822
- Борис Бер (золотая медаль)

1832
- Николай Соколов

1833
- Алексей Тарасенков

1834
- Александр Андре

1836
- Николай Беркут

1837
- Владимир Авилов (серебряная медаль)
- Александр Робер

1838
- Сергей Соловьёв (серебряная медаль)

1840
- Александр Островский

1842
- Николай Акинфиев (серебряная медаль)

1843
- Глеб Лебедев
- Николай Максимов
- Владимир Милютин
- Иван Рахманинов

1844
- Николай Берг
- Михаил Островский

1846
- Гавриил Иванов
- Валентин Корш (золотая медаль)
- Николай Мамонов

1847
- Пётр Васильчиков (золотая медаль)

1849
- Илья Заборовский
- Александр Левенталь (серебряная медаль)
- Иван Прыжов
- Митрофан Щепкин

1850
- Михаил Лакомте
- Александр Малинин (золотая медаль)

1851
- Эмилий Репман

1852
- Александр Григорьев (золотая медаль)
- Сергей Шпилевский

1853
- Григорий Беневоленский[5] (золотая медаль)
- Константин Буренин
- Николай Завьялов
- Юрий Нечаев (серебряная медаль)
- Альберт Репман
- Эспер Сумбул
- Василий Цингер

1854
- Митрофан Хандриков
- Михаил Цветаев

1855
- Николай Бугаев (золотая медаль)
- Станислав Жилинский (серебряная медаль)
- Иван Клейн

1856
- Дмитрий Лебедев (золотая медаль)
- Виктор Новицкий
- Иван Похвиснев (золотая медаль)
- Николай Похвиснев

1858
- Владимир Сизов
- князь Юлий (Жюль) Урусов

1861
- Александр Кирпичников (золотая медаль)
- Александр Кронеберг (серебряная медаль)
- Григорий Ураноссов
- князь Александр Урусов

1862
- Павел Симсон

1863
- Василий Колюбакин
- Владимир Умов (серебряная медаль)
- Николай Умов (золотая медаль)

1864
- Николай Боголепов (золотая медаль)
- Александр Шварц (серебряная медаль)
- Николай Шиллер (золотая медаль)

1865
- Александр Фохт
- Василий Хандриков (серебряная медаль)

1866
- Александр Арефьев (золотая медаль)
- Николай Кичеев

1868
- Пётр Назимов (серебряная медаль)
- Сергей Неждановский (серебряная медаль)
- Николай Фохт

1869
- Владимир Назимов (серебряная медаль)

1870
- князь Сергей Шаховской (серебряная медаль)

1874
- Алексей Соболевский

1876
- Михаил Корелин
- Сергей Свербеев

1877
- Павел Милюков (серебряная медаль)

1878
- Дмитрий Зернов (золотая медаль)
- Матвей Розанов
- Александр Танцов

1881
- Николай Побединский

1883
- Пётр Карузин

1884
- Григорий Кожевников (золотая медаль)

1885
- Абрам Беркенгейм
- Сергей Виссарионов

1886
- Николай Кижнер

1887
- Владимир Марковников
- Евгений Поселянин (золотая медаль)

1889
- Иван Алексинский
- Владимир Арнольди
- Митрофан Щепкин

1890
- Александр Цингер

1892
- Владимир Шулятиков (серебряная медаль)

1894
- Борис Фохт

1895
- Александр Волков (золотая медаль)

1896
- Сергей Намёткин

1897
- Сергей Соколов (золотая медаль)

1898
- Борис Лебедев

1899
- Сергей Орлов
- Алексей Герасимов

1900
- Сергей Радциг (золотая медаль)

1901
- Иван Ильин (золотая медаль)
- Николай Суханов (серебряная медаль)

1903
- Владимир Голубев (золотая медаль)
- Николай Тихменев (золотая медаль)
- Иван Удальцов (золотая медаль)

1911
- Дмитрий Благой

1912
- Николай Померанцев
- Николай Яковлев (золотая медаль)

1914
- Сергей Никитин
- Дмитрий Усов (серебряная медаль)

1917
- Дмитрий Рогаль-Левицкий (серебряная медаль)

1918
- Андрей Флоренский

- Алмазов, Борис Николаевич
- Арсеньев, Сергей Васильевич
- Волошин, Максимилиан Александрович (до 1893)
- Катков, Михаил Никифорович
- Поливанов, Лев Иванович
- Пущин, Лаврентий Иванович
- Соловьёв, Владимир Сергеевич
- Трапезников, Вадим Александрович
- Чулков, Георгий Иванович (с 1897)
- Эренбург, Илья Григорьевич

## Директора
- Пётр Михайлович Дружинин (2 января 1804 г. — 20 июля 1827 г.)
- Василий Иванович Медем (22 октября 1827 г. — 12 ноября 1830 г.)
- Матвей Алексеевич Окулов (15 ноября 1830 г. — 3 июля 1853)
- Иван Абрамович Шпеер (19 августа 1853 г. — 4 мая 1856 г.)
- Гавриил Киприанович Виноградов (5 июля 1856 г. — 1 июня 1863 г.)
- Михаил Афанасьевич Малиновский (с 18 мая 1863 г. по 17 апреля 1871 г.)
- Иван Дмитриевич Лебедев (с 10 июля 1871 г. по 5 июня 1887 г.)[6]
- Иосиф Освальдович Гобза (с 27 июля 1887 г. по 12 августа 1907 г.)[7]
- Артур Августович Грунау (с 12 августа 1907 г. по 1917 г.)[8]

## Преподаватели
См.: Преподаватели 1-й Московской гимназии
Среди преподавателей гимназии были многие замечательные личности: словесники К. А. Козьмин, Н. С. Тихонравов, Н. Б. Фохт, Т. И. Филиппов; историк П. М. Дружинин (первый директор); учитель законоведения В. И. Сергеевич; литературный критик и поэт А. А. Григорьев; астроном С. В. Орлов; священник Н. И. Надеждин; преподаватель латинского языка и автор нескольких учебников Я. В. Смирнов, географ А. А. Крубер, преподаватель математики и физики Я. И. Вейнберг.